# Ammerschlucht

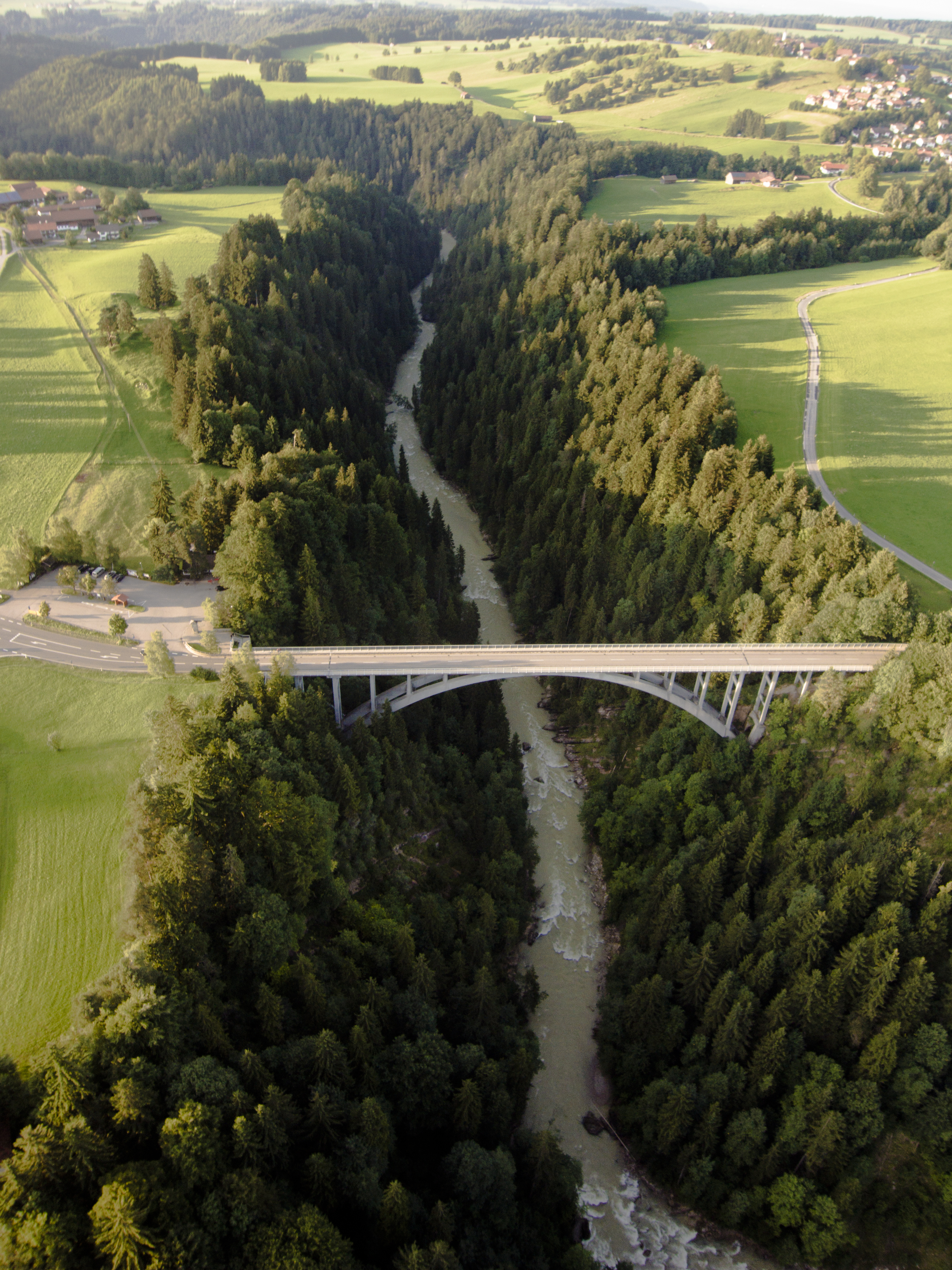
Die Ammerschlucht im Bereich der Echelsbacher Brücke

Die Ammerschlucht, auch Ammerleite genannt, ist eine Schlucht im Mittellauf der Ammer in Bayern.

## Lage und Verlauf
Die Schlucht liegt im Ammer-Loisach-Hügelland, einem Teil des Subalpinen Jungmoränenlands, im Süden des Bayerischen Alpenvorlands nördlich der Ammergauer Alpen auf dem Gebiet der Landkreise Garmisch-Partenkirchen und Weilheim-Schongau.
Sie beginnt etwa bei Flusskilometer 169 mit dem Felsdurchbruch Scheibum westlich von Saulgrub und verläuft zunächst etwa zwölf Kilometer (Luftlinie) nach Norden bis Peiting. Dort knickt sie ab und verläuft südlich des Hohen Peißenbergs etwa sechs Kilometer nach Osten bis Peißenberg (Flusskilometer 143), ab wo die Ammer durch eine Ebene weiterfließt.

## Entstehung
Vor etwa 120.000 Jahren, während der zwischen der Riß-Kaltzeit und der Würm-Kaltzeit liegenden Eem-Warmzeit, änderte die Ammer, die vorher über den Ettaler Sattel nach Osten zur Loisach abfloss, ihren Lauf nach Norden. Dabei schnitt sie sich in die nördlich der Ammergauer Alpen liegenden Moränen vorausgegangener Kaltzeiten und die darunter anstehende subalpine Molasse ein und schuf so die Ammerschlucht.

## Beschreibung

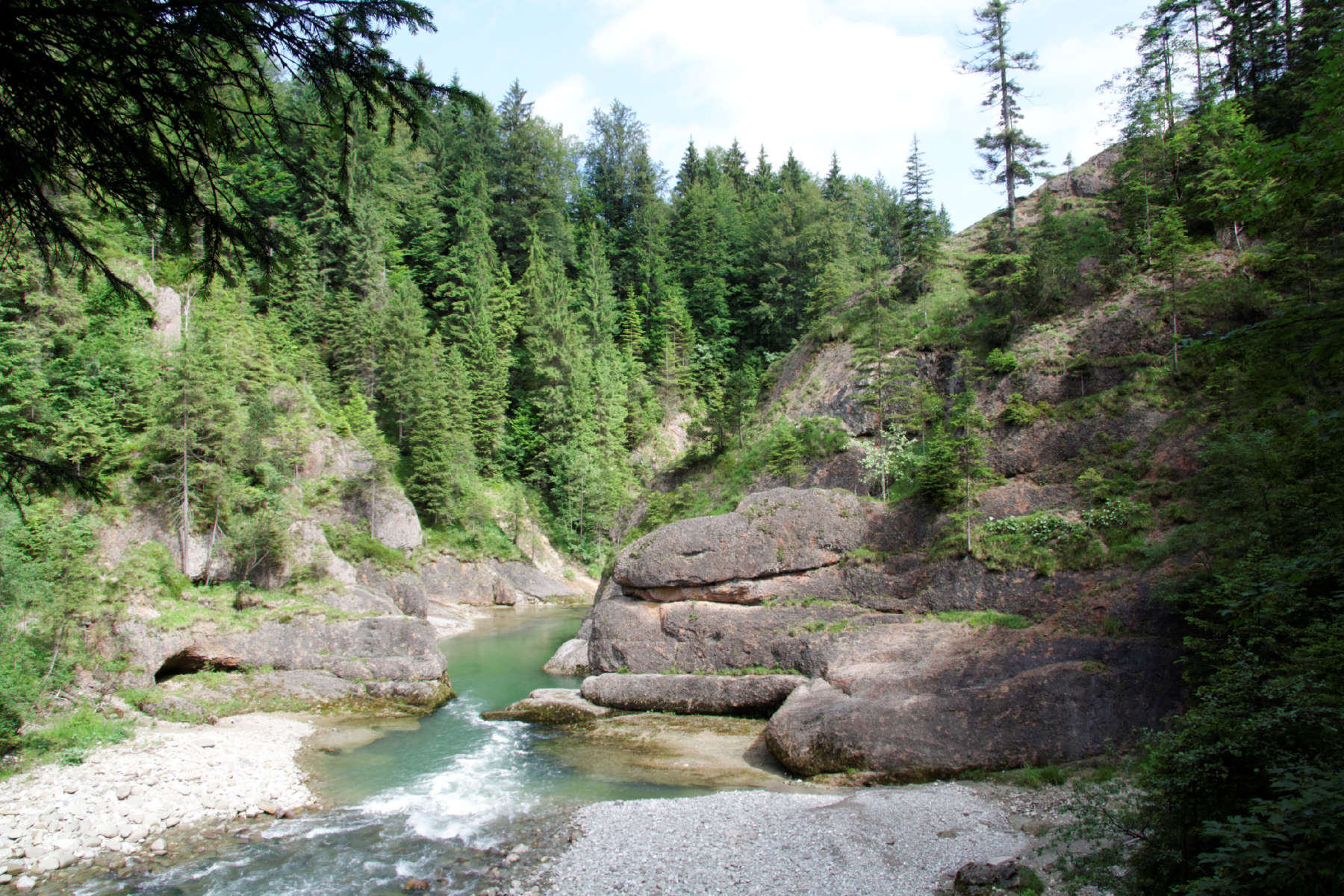
Beginn der Ammerschlucht an der Scheibum

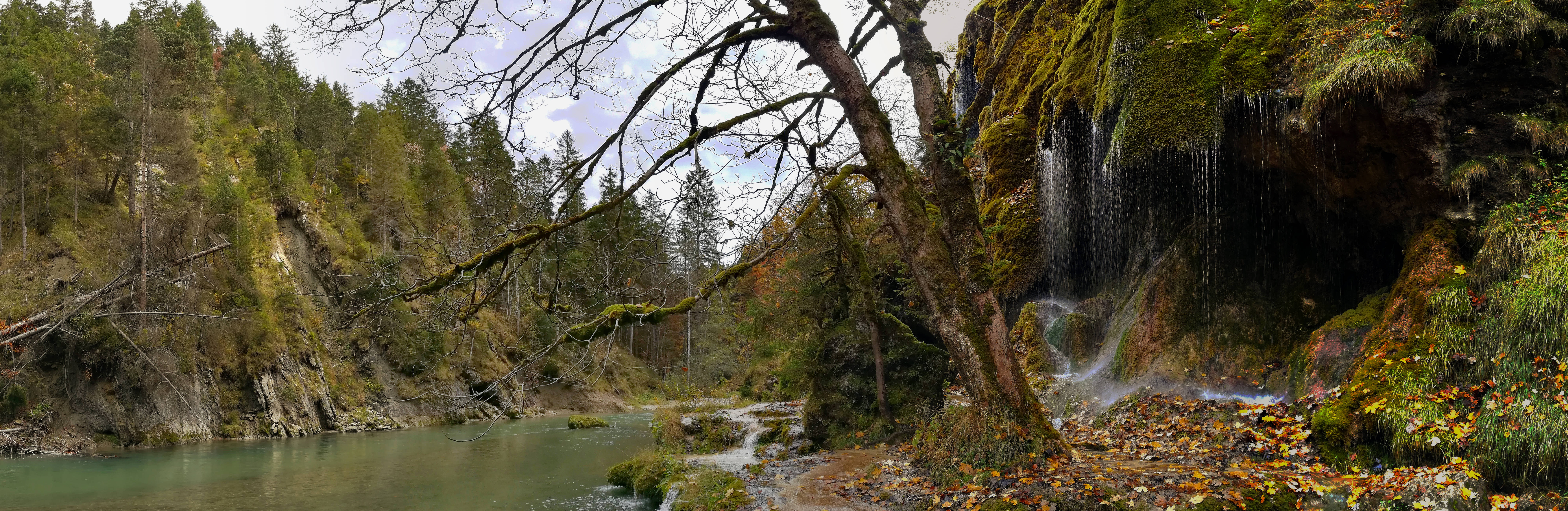
Ammerschlucht mit den Schleierfällen

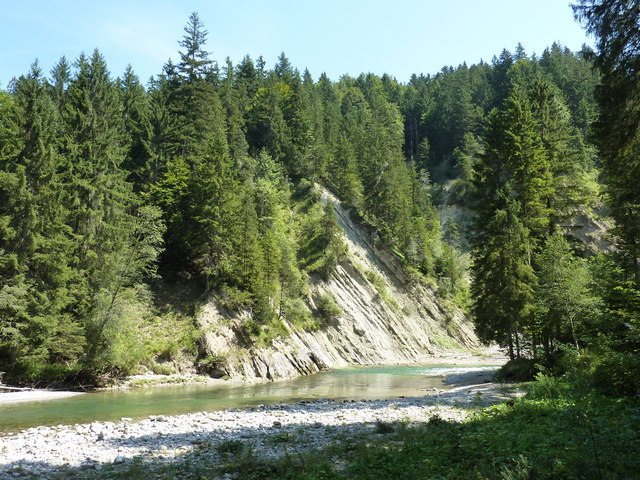
Ammerschlucht bei Kreut

Im Wesentlichen ist die Ammerschlucht nur an ihrem Beginn an der Scheibum durch Felsen geprägt. In ihrem weiteren Verlauf sind die Steilhänge der Schlucht überwiegend bewaldet, streckenweise vorwiegend mit Fichten, an anderen Abschnitten aber auch mit Berg-Ahorn, Bergulme, Eschen, Tannen und Eiben.
Der Talboden in dem nach Norden verlaufenden Abschnitt ist so eng, dass die Ammer dort praktisch keine Bewegungsfreiheit hat. Nur an einigen Stellen gibt es Kiesbänke am Rand oder inmitten des Flusslaufs. In dem nach Osten verlaufenden Abschnitt ist der Talgrund etwas breiter. Hier gibt es breitere Kiesbänke und Wiesen, und die Ammer hat mehr Bewegungsfreiheit. Beim Peißenberger Ortsteil Obere Au weitet sich das Tal in die Ebene.

## Naturschutz
Die Ammerschlucht ist Bestandteil des FFH-Gebiets Ammer vom Alpenrand bis zum NSG Vogelfreistätte Ammersee-Südufer.
Im Bereich der Schlucht liegen die Naturschutzgebiete
- Ammerschlucht im Bereich des Scheibum (NSG-00066.01)
- Ammerschlucht an der Echelsbacher Brücke (NSG-00077.01)
- Ammertal im Bereich der Ammerleite und Talbachhänge (NSG-00078.01)

Als Geotope ausgewiesen sind
- Tonmergel-Schichten an der Ammer unterhalb Brücke Kammerl (180A034)
- Ammerschlucht an der Scheibum (180R010)
- Schleierfälle und Höhle im Kalktuff an der Ammer südöstlich von Wildsteig (190R046)
- Baustein-Schichten an der Ammer südlich der Echelsbacher Brücke (190A024)
- Weißach-Schichten an der Ammer bei der Echelsbacher Brücke (180R011)
- Rutschhang und Kiesbänke an der Ammer südsüdöstlich von Rottenbuch (190R032)
- Obere Bunte Molasse an der Ammer östlich von Rottenbuch (190A023)
- Höhlen und Felsen an der Schnalz nordwestlich von Böbing (190R028)
- Kalktuffterrassen an der Ammerleite südsüdöstlich von Peiting (190R057)

## Tourismus

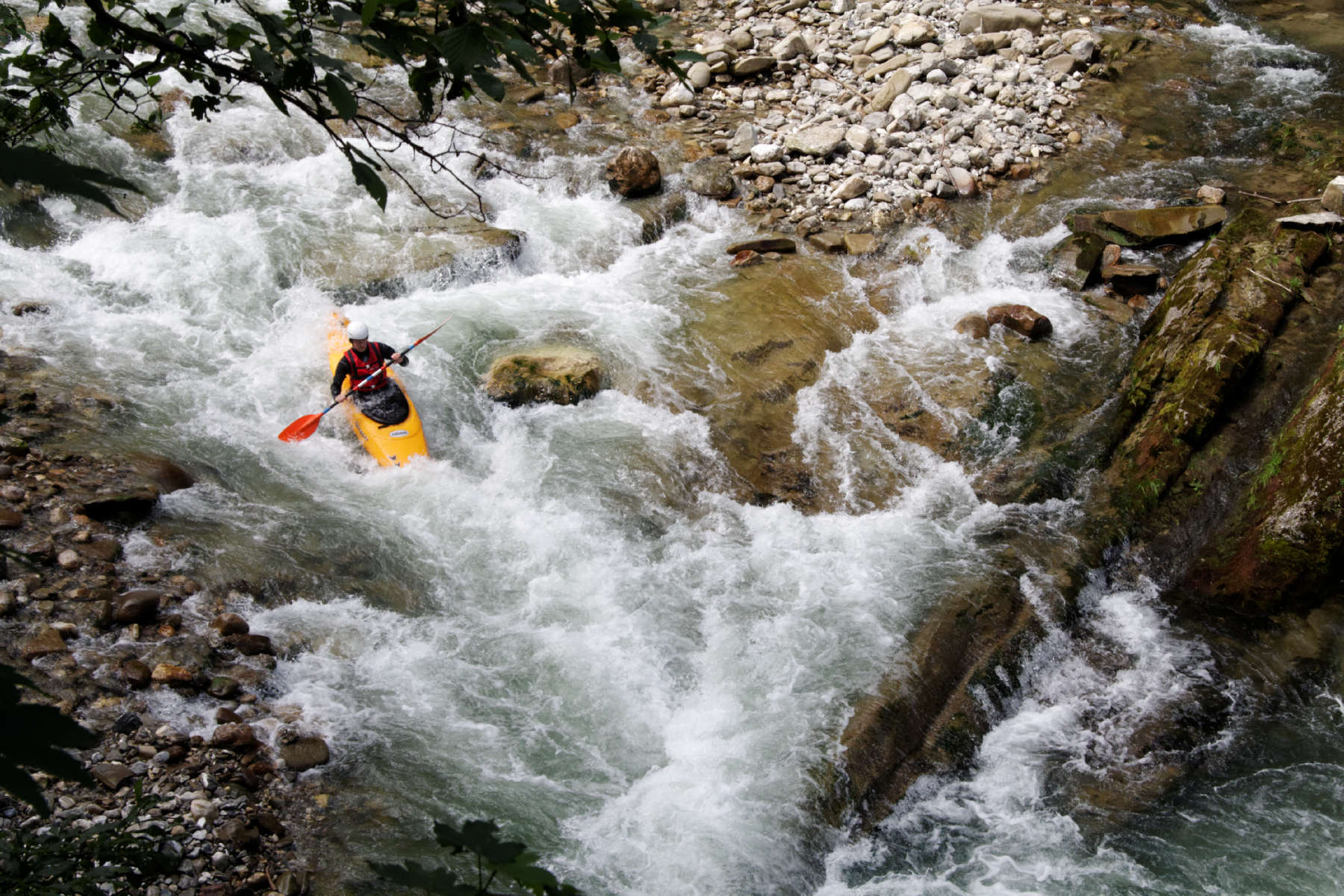
Kajakfahrer bei der Scheibum

Durch den nach Norden führenden Abschnitt der Schlucht gibt es bis auf wenige Passagen (z. B. eine Teilstrecke der Via Romea) keine Wanderwege. In dem ostwestlich verlaufenden Abschnitt liegt eine Teilstrecke des von Salzburg kommenden voralpinen Jakobswegs, der hier auf den Jakobsweg München-Lindau stößt. Durch diesen Abschnitt der Schlucht führt auch der Ammer-Amper-Radweg.
Die Ammerschlucht ist eine beliebte Kajak- und Kanustrecke. Dabei ist der Abschnitt zwischen Scheibum und Rottenbuch (Länge etwa 12 km, Höhendifferenz etwa 107 m) eine mittelschwere Wildwasserstrecke mit Katarakten, Stufen und Schwällen, der Abschnitt zwischen Rottenbuch und Peißenberg (Länge etwa 14 km, Höhendifferenz etwa 94 m) eine leichte, auch für Einsteiger geeignete Strecke. Das Befahren ist vom 1. Mai bis zum 15. Oktober erlaubt, aber nur ab einem Abflusswert von mindestens 6 m³/s am Pegel Peißenberg. Anlanden und Betreten der Ufer, Inseln und Kiesbänke ist bis auf bestimmte, besonders dafür ausgewiesene Stellen nicht erlaubt.